# Admiral Makarow (Schiff, 2017)
Die Admiral Makarow (russisch Адмирал Макаров) ist eine Fregatte der Admiral-Grigorowitsch-Klasse der russischen Marine. Sie ist nach dem kaiserlich-russischen Admiral Stepan Makarow benannt und zählt zur Schwarzmeerflotte; seit der Versenkung der Moskwa gilt sie als das Flaggschiff der Schwarzmeerflotte.

## Ausstattung und Einsätze
Das Schiff ist das dritte des Projekts 11356 und hat eine Wasserverdrängung von etwa 4000 Tonnen. Die Admiral Makarow hat eine Maximalgeschwindigkeit von 30 Knoten und kann 30 Tage ohne Unterbrechung auf See bleiben. Die Crew besteht aus 180 Mitgliedern, 18 davon sind Offiziere. Außerdem finden bis zu 20 Marineinfanteristen Platz. Ein Helikopter der Typen Ka-27PL oder Ka-31 kann mitsamt Crew mitgeführt werden.
Anfang September 2018 nahm die Admiral Makarow an gemeinsamen Übungen mit Schiffen der Schwarzmeerflotte, der Nordflotte, der Baltischen Flotte und der Kaspischen Flottille sowie mit den Luftstreitkräften im östlichen Mittelmeer teil.
Im November 2018 gab das russische Verteidigungsministerium bekannt, dass das Schiff den Flottenstützpunkt Sewastopol verlassen habe, um sich dem operativen Verband der russischen Seekriegsflotte im Mittelmeer anzuschließen.
Im Rahmen des russischen Überfalls auf die Ukraine blockierten die russischen Fregatten Admiral Makarow und ihr Schwesterschiff Admiral Essen seit 24. Februar 2022 bis Mitte 2023 zeitweise alle ukrainischen Häfen am Schwarzen Meer. Gemeinsam mit der Admiral Essen war die Admiral Makarow Anfang März 2022 am Beschuss der ukrainischen Hafenstadt Odessa beteiligt.
Am 29. Oktober 2022 fand ein koordinierter Angriff mit vermutlich 16 Schiff- und Flugdrohnen auf im Hafen von Sewastopol liegende Schiffe der russischen Schwarzmeerflotte statt. Westliche OSINT-Quellen nehmen nach Auswertung von Videoaufnahmen des Angriffs Schäden an mindestens drei Schiffen an, darunter an der Admiral Makarow; das russische Verteidigungsministerium behauptete hingegen, der Angriff sei erfolgreich abgewehrt worden; es habe nur geringfügige Schäden an mindestens einem Schiff gegeben.